# Делаков, Борис Васильевич
Борис Васильевич Делаков (1 апреля 1901 — 17 января 1973) — генерал-майор танковых войск ВС СССР, начальник 1-го Харьковского и 2-го Саратовского танковых училищ.

## Биография
Родился 1 апреля 1901 года на Кушвинском заводе Верхотурского уезда Пермской губернии (ныне Кушва, Свердловская область). Русский. Окончил три класса начальной школы в 1913 году и Самарское ремесленное училище в 1915 году. В рядах РККА с 8 сентября 1917 года, участник Гражданской войны. С февраля 1918 года занимал пост адъютанта штаба по формированию красногвардейских продовольственных отрядов на станции Лиски, с мая того же года — адъютант 2-го Воронежского полка 4-й бригады. С 24 марта 1919 года — начальник штаба Калаческой группы 8-й армии, с 30 июня того же года — начальник штаба 3-й бригады 1-й особой дивизии в той же армии, с 6 октября того же года — начальник штаба 1-й бригады Рязанской дивизии (она же Рязанская сводная бригада 55-й стрелковой дивизии 7-й армии).
С 30 января 1920 года — начальник штаба 164-й отдельной бригады Тыталовской группы 15-й армии (позже была в 3-й и 4-й армиях). С 9 сентября того же года — начальник штаба 61-й и 63-й бригад 21-й стрелковой дивизии (Архангельск). Участник подавления Кронштадтского мятежа и ряда антисоветских выступлений 1921 года. Занимал посты начальника штаба 21-й стрелковой дивизии с 7 июня 1921 года и начальника штаба 36-й стрелковой дивизии с 4 июля 1923 года. В 1922 году окончил Петроградскую кавалерийскую школу, с 6 октября 1924 года командир 34-го стрелкового полка 12-й стрелковой дивизии.
Член ВКП(б) с 1925 года. С 17 сентября 1926 года слушатель курсов «Выстрел» Московского военного округа. С 10 марта 1930 года после окончания Новочеркасских курсов «Выстрел» стал руководителем тактики на курсах, с 1 декабря 1931 года — начальник курса и главный руководитель тактики. Окончил 10 классов экстерном при Слуцком гарнизонном доме офицеров и Ленинградские бронетанковые курсы усовершенствования командного состава, с 7 июля того же года — помощник начальника 1-го отдела 1-го управления АБТУ РККА. С 27 февраля 1934 года слушатель академических курсов технического усовершенствования комсостава РККА при Военной академии механизации и моторизации РККА, после их окончания 14 января 1935 года назначен старшим руководителем кафедры тактики в академии.
17 июня 1936 года был назначен помощником начальника училища по учебно-строевой части Харьковского бронетанкового училища имени Сталина (позже 1-е Харьковское танковое училище). После переименования училища стал исполняющим обязанности начальника в марте 1938 года, в должности утверждён через год. 29 октября 1939 года произведён в полковники. С 23 ноября 1941 года был слушателем КУВНС при Военной академии имени М. В. Фрунзе.
На фронте Великой Отечественной войны находился с 24 мая по 24 июня 1942 года и с 17 апреля по 9 мая 1945 года, стажируясь в последнем случае на посту заместителя командира 9-го гвардейского танкового корпуса. Участник окружения Берлина, находился на наблюдательном пункте. Большую часть времени занимался подготовкой танкистов в Харьковском танковом училище, эвакуированном в Ташкент в годы войны. Генерал-майор танковых войск с 7 февраля 1943 года.
В марте 1948 года окончил Высшие академические курсы при Военной академии имени К. Е. Ворошилова. 10 июня 1948 года назначен начальником 2-го Саратовского танкового училища, в распоряжении ГУК с 8 августа 1953 года. 5 сентября 1953 года генерал-майор Делаков был уволен в запас по болезни с правом ношения военной формы с особыми отличительными знаками на погонах. Проживал в последующие годы в Саратове.
Умер 17 января 1973 года, похоронен на Воскресенском кладбище Саратова.

## Награды
- Орден Ленина (21 февраля 1945) — за долголетнюю и безупречную службу в Красной Армии[5]
- Орден Красного Знамени
  - 22 февраля 1938[6] — за боевые отличия в гражданской войне[4][b]
  - 2 ноября 1943 — в ознаменование 25 годовщины 1 Харьковского ордена Ленина танкового училища имени товарища Сталина, за выдающиеся успехи в подготовке офицерских кадров танковых войск и боевые заслуги перед Родиной[7]
  - 3 ноября 1944 — за долголетнюю и безупречную службу в Красной Армии[8]
  - 24 июня 1948[6]
- Орден Отечественной войны I степени[c] (награждён 29 мая 1945) — за образцовое выполнение заданий Командования на фронте в борьбе с немецкими захватчиками и проявленные при этом доблесть и мужество[2]
- Медаль «XX лет Рабоче-Крестьянской Красной Армии»[4] (1938)[1]
- Медаль «За взятие Берлина»[1]
- Медаль «За победу над Германией в Великой Отечественной войне 1941—1945 гг.» (31 августа 1945[3], вручена 7 сентября 1945)[9]
- Медаль «30 лет Советской Армии и Флота»[1]

## Комментарии
1. ↑  По данным наградного листа, на фронте находился с 20 мая по 7 июля 1942 года и с 6 апреля по 9 мая 1945 года[3]
2. ↑  По данным одного наградного листа — в 1920 году[2], по другим данным — в 1936 году[4]
3. ↑  Представлен первоначально 25 сентября 1943 года к ордену Ленина[4]